# ベネッセサイエンス教室
ベネッセサイエンス教室は、ベネッセグループの株式会社東京個別指導学院が運営する、年中から小学生向けの理科実験教室。
関連教室にベネッセ文章表現教室がある。小学生向けのオプションとして、STEMプログラミングコースも運営する外、夏休みや冬休み期間にはオプション講座も実施している。

## 教室
- 東京都 - 吉祥寺、用賀
- 神奈川県 - 上大岡、たまプラーザ

## 授業形態
講義には児童が16名（最大20名）参加する。児童は4人（5人）1組で各机に集まり、各机にはアシスタント講師が一名サポートにつく。一講義は小学生が2時間/回/月、幼児が1時間/2回/月となっている。メインの講師が授業をリードし、児童が自ら仮説、検証、考察を行う。基本的に実験器具は一人一つ貸与される。

## 授業の種類
- 通常実習 - 年中から小学6年生対象。年中、年長は月二回、各1時間。小学生は月一回、2時間。
- 代替実習 - なんらかの事情で当月中に通常実習を受講できなかった児童が、別月に該当実習を受ける授業。実習時間は通常実習より短い。
- オプション実習 - 夏季オプション実習、冬季オプション実習、ロボットプラグラミング講座
- 体験実習 - 入会を検討する者が体験として実習に臨む授業。 通常実習に体験を希望する児童が混ざる場合と、体験生のみの授業が祝祭日に設定される場合とがある。

## 沿革
- 2014年（平成26年）4月 - 株式会社東京個別指導学院が「ベネッセサイエンス教室」と「ベネッセ文章表現教室」をベネッセコーポレーションより事業譲渡。当時の名称は「Benesse サイエンス教室」「Benesse 文章表現教室」[2]。